# 納塔利西奧塔拉韋拉
納塔利西奧塔拉韋拉（西班牙語：Natalicio Talavera），是巴拉圭的城鎮，位於該國東南部，由瓜伊拉省負責管轄，距離亞松森180公里，始建於1918年，面積64平方公里，2002年人口3,417，人口密度每平方公里53.39人。城镇名称是为了纪念巴拉圭诗人納塔利西奧·塔拉韋拉。